# Yussuf Poulsen
Yussuf Yurary Poulsen (* 15. Juni 1994 in Kopenhagen) ist ein dänischer Fußballspieler. Der Stürmer, der auch auf den offensiven Flügeln einsetzbar ist, steht seit Juli 2025 beim Hamburger SV unter Vertrag. Zudem ist er dänischer Nationalspieler.

## Herkunft
Poulsen ist das zweitälteste von insgesamt sechs Kindern eines Tansaniers und einer Dänin. Sein Vater Yurary arbeitete auf einem Containerschiff, das zwischen Afrika und Dänemark pendelte und blieb schließlich in Kopenhagen, wo er 1999 an Krebs starb.

## Karriere

### Vereine

#### Anfänge in Dänemark
Poulsen, der in seiner Kindheit auch Basketball spielte, begann mit dem Vereinsfußball beim BK Skjold, zunächst als Verteidiger. Nach dem Wechsel seines Mannschaftskameraden Kenneth Zohoré in den Nachwuchs des FC Kopenhagen setzte der Trainer Poulsen schließlich im Sturm ein. Im Alter von 14 Jahren wechselte er in die Jugendabteilung des Lyngby BK. Als Spieler der vereinseigenen U17 gab er dann am 18. Spieltag der Saison 2011/12 sein Profidebüt; für den späteren Absteiger kamen noch vier Kurzeinsätze ohne Torerfolg hinzu. In der zweitklassigen 1. Division war Poulsen fester Bestandteil der ersten Herrenmannschaft und verpasste lediglich vier Ligaspiele. Er war überwiegend auf den offensiven Flügeln aktiv, spielte aber vor allem in der Saisonendphase auch als hängende Spitze oder im Sturmzentrum. Neben den wesentlich älteren Patrick Mortensen und Kim Aabech war Poulsen mit 16 Scorerpunkten der dritteffektivste Angriffsspieler, verpasste mit dem Team aber den Wiederaufstieg.

#### Wechsel zu RB Leipzig
Der Spieler, der bis dahin parallel zum Sport noch einen mittleren Bildungsabschluss erlangte, schlug zwischen Frühjahr und Sommer 2013 Anfragen mehrerer Erstligaklubs aus und unterschrieb stattdessen am 4. Juli 2013 beim deutschen Drittligisten RB Leipzig einen Vierjahresvertrag. Sportdirektor Ralf Rangnick begründete den Transfer mit den Worten „Wir haben ein sehr gutes Netzwerk, sind dadurch auf Yussuf aufmerksam geworden. Seine physischen Voraussetzungen mit der Größe, Kopfballstärke und Schnelligkeit sind in dieser Kombination sehr selten. Uns ist sofort aufgefallen, dass er jedem Ball hinterherjagt und seine Spielweise perfekt zu unserem Pressing passt“. Während der 19-Jährige im Brasilianer Thiago Rockenbach aufgrund dessen guter Englischkenntnisse schnell eine Bezugsperson fand, freundete er sich mit einem anderen Neuzugang, Joshua Kimmich, an und bezog mit diesem eine gemeinsame Wohnung. Beim noch jungen Klub, der erst im Frühjahr in die Liga aufgestiegen war, konnte sich der Däne, der auch bereits Deutsch gelernt hatte, auf Anhieb durchsetzen, auch, da ihm eigenen Aussagen zufolge das höhere Tempo im Nachbarland sowie der auf Sprints ausgelegte Angriffsstil Leipzigs sofort entgegen kamen. Als Gegenpart zu Carsten Kammlott und Matthias Morys auf Links bespielte er die rechte Außenbahn, während Daniel Frahn als Mittelstürmer gesetzt war. In der Rückrunde stellte Trainer Alexander Zorniger auf ein 4-3-1-2 um, woraufhin Poulsen nun neben Frahn stürmte und sowohl in Bezug auf seine Torausbeute wie auch seine Vorlagen deutlich zulegen konnte. Als Vizemeister hinter dem 1. FC Heidenheim gelang dem Team mit den meisten erzielten Treffern der direkte Durchmarsch in die 2. Bundesliga. Besonders den Leipziger Spielführer Frahn lobte Poulsen im Nachgang als mannschaftsinternes Vorbild, sowohl was die Ballbehandlung wie auch die Schusstechnik betraf.
Auch in der 2. Liga behielt der Angreifer seinen Stammplatz, wohingegen Morys als auch Kapitän Frahn um den Platz neben ihm konkurrieren mussten und in der Endphase auch Spieler wie Ante Rebić und Terrence Boyd ihre Chance erhielten. Poulsen war mit zwölf Pflichtspieltreffern der erfolgreichste Offensivspieler der roten Bullen und erreichte mit ihnen darüber hinaus erstmals das Achtelfinale des DFB-Pokals. In der Hinserie der Folgesaison setzte Zornigers Nachfolger Rangnick auf den Neuzugang Davie Selke, der aus Bremen gekommen war. Ab dem 15. Spieltag war Leipzig dann nicht mehr aus der Aufstiegszone zu verdrängen und holte sogar die Herbstmeisterschaft. In der Folge war auch Poulsen wieder häufiger Bestandteil der Startelf und wirkte an einem Viertel der insgesamt 54 Saisontore direkt mit, darüber hinaus gelang ihm mit der Mannschaft als Tabellenzweiter der erstmalige Aufstieg in die Bundesliga.
Nach dem Aufstieg verpflichtete RB Leipzig den erst 20-jährigen Timo Werner vom Absteiger Stuttgart. Dieser konnte sich rasch in der ersten Elf festspielen und wurde am Ende mit 21 Saisontoren bester deutscher Ligatorschütze. Der Däne stand in der Hinrunde deutlich in Werners Schatten, konnte aber ab April 2017 nach der Arbeit mit einem Mentaltrainer auch selbst wieder Scorerpunkte zur Vizemeisterschaft des Teams beitragen. Durch den zweiten Platz gelang die direkte Qualifikation für die erste Europapokalsaison Leipzigs; nach dem Ausscheiden aus der Champions-League-Gruppenphase stieß man in der Europa League noch bis ins Viertelfinale vor. Zwischen Sommer 2018 und Frühjahr 2019 waren Werner und Poulsen gemeinsam für über ein Drittel der über 90 Pflichtspieltore Leipzigs verantwortlich und konnten beide etwa gleich gute Werte verbuchen. Bereits vor Saisonende war Poulsens Vertrag bis Juni 2022 verlängert worden.
Im Endspurt der Spielzeit 2019/20 konnte der dänische Angreifer aufgrund einer Sprunggelenksverletzung nicht mehr aktiv mitwirken, bis dahin hatte er bereits weitere Spiele verpasst und war neben Werner, der insgesamt 34 Tore schoss, manches Mal nur zweite Wahl. Der neue Trainer Julian Nagelsmann setzte darüber hinaus entweder auf Werner als alleinige Spitze oder zog Poulsen den effektiveren Leihspieler Patrik Schick vor. Beim 5:0 in Mainz am 27. Spieltag der Bundesligasaison 2019/20, bei dem er auch einmal traf, absolvierte der Däne sein 250. Pflichtspiel für RB Leipzig, dessen Rekordspieler er auch ist. Mit dem Team wurde Poulsen erneut Tabellendritter und gelangte mit ihm erstmals in der Vereinsgeschichte nacheinander bis ins Achtel-, Viertel- sowie ins Halbfinale der Champions League.
Auch in der Saison 2020/21 erhielt Poulsen nach dem Wechsel Werners nach England nur vereinzelte Startelfmandate, am häufigsten war er noch in der Champions League von Beginn an gefragt, wo er mit Leipzig diesmal nur bis ins Achtelfinale kam. Trainer Nagelsmann setzte im Wechsel mit ihm auf Emil Forsberg oder Neuzugang Alexander Sörloth auf der Mittelstürmerposition, insgesamt verteilte sich das Angriffsspiel aber auf mehrere Schultern. So war Poulsen statistisch gleichauf mit Christopher Nkunku, die meisten Scorerpunkte holten aber Dani Olmo sowie Angeliño. In der Liga rettete der Däne durch seine Mitwirkung Remis gegen die direkten Konkurrenten Eintracht Frankfurt und Bayer 04 Leverkusen, schoss den Siegtreffer gegen die TSG 1899 Hoffenheim oder sorgte mit Toren für drei Punkte in den Duellen mit Borussia Mönchengladbach und dem FC Augsburg. Im Pokal war Poulsen Leipzigs wichtigster Angriffsspieler und bis einschließlich des Viertelfinales in jeder Partie an mindestens einem Treffer direkt beteiligt. Im Endspiel verlor er mit seiner Mannschaft gegen Borussia Dortmund.
Im neunten Pflichtspiel der Spielzeit 2021/22, einer Niederlage in der Champions-League-Gruppenphase gegen den FC Brügge, lief Poulsen zum 300. Mal für RB Leipzig auf.

#### Hamburger SV
Zur Saison 2025/26 wechselte der Däne nach insgesamt zwölf Jahren bei RB Leipzig innerhalb der Bundesliga zum Aufsteiger Hamburger SV. Vor dem Saisonstart wurde er vom Cheftrainer Merlin Polzin als Nachfolger von Sebastian Schonlau zum Mannschaftskapitän ernannt.

### Nationalmannschaft
Für die dänische U-16-Nationalmannschaft kam Poulsen zu einem Einsatz. Er nahm mit der U17 an der Europameisterschaft 2011 in Serbien teil. Poulsen spielte bei diesem Turnier in vier Partien und erreichte mit seiner Mannschaft das Halbfinale, in dem die dänische Elf gegen Deutschland ausschied. Durch die Halbfinalteilnahme qualifizierte sich die dänische U17 für die U-17-Fußball-Weltmeisterschaft 2011 in Mexiko, bei der die dänische U-17-Nationalmannschaft nach der Gruppenphase ausschied; Poulsen kam in allen drei Gruppenpartien zum Einsatz. In der Folgezeit kam er in sieben Partien für die U18-Auswahl, in zwölf für die U-19-Nationalelf und in drei für die U20 zum Einsatz. Am 14. August 2013 spielte Poulsen erstmals für die dänische U-21-Nationalmannschaft, als er beim 4:1-Testspielsieg in Dungannon gegen Nordirland durchspielte. Ein Jahr später, am 11. Oktober 2014, debütierte er beim 1:1 im EM-Qualifikationsspiel in Elbasan gegen Albanien für die dänische A-Nationalmannschaft. Indes qualifizierte sich die dänische U-21-Nationalmannschaft für die Teilnahme an der EM-Endrunde 2015 in Tschechien.
Im Mai und Juni 2015 wurde er sowohl von A-Nationaltrainer Morten Olsen für das Testspiel gegen Montenegro als auch von U21-Trainer Jess Thorup für den Kader zur EM-Endrunde nominiert. Bei der U-21-EM qualifizierte er sich mit der Mannschaft für das Halbfinale und die Teilnahme an den Olympischen Sommerspielen 2016 in Rio de Janeiro. Im Viertelfinale schied Poulsen mit der dänischen Mannschaft gegen Nigeria aus.
In der Qualifikation zur EM-Endrunde 2016 der A-Nationalmannschaften kam Poulsen zu sechs Einsätzen. In der Relegation gegen Schweden kam er im Hinspiel am 14. November 2015 in der Friends Arena in Solna in der Schlussphase als Einwechselspieler ins Spiel und bereitete das Anschlusstor von Nicolai Jørgensen vor; Dänemark verlor das Spiel mit 1:2. Im Rückspiel im Parken in Kopenhagen drei Tage später erzielte Poulsen ein Tor; die Partie endete 2:2, wodurch Dänemark die Teilnahme an der Endrunde in Frankreich verpasste.
Poulsen wurde in den dänischen Kader für die Weltmeisterschaft 2018 in Russland berufen. Im ersten Gruppenspiel am 16. Juni erzielte er den 1:0-Siegtreffer gegen Peru. Die Mannschaft schied nach Platz zwei in der Gruppe C schließlich gegen Kroatien im Achtelfinale nach Elfmeterschießen aus. Zur Fußball-Europameisterschaft 2021 wurde er ebenfalls in den dänischen Kader berufen. Bei der EURO erzielte er im zweiten Gruppenspiel gegen Belgien bereits in der zweiten Spielminute – drittschnellstes Tor der EM-Geschichte – die 1:0-Führung für seine Mannschaft, die aber in der zweiten Halbzeit verspielt wurde. Da die Dänen schon das erste Spiel gegen EM-Neuling Finnland verloren hatten, benötigten sie im dritten Gruppenspiel gegen Russland einen Sieg, der dann auch mit 4:1 Toren gelang, wozu er das zweite Tor beisteuerte. Am Ende kamen die Dänen bis ins Halbfinale, wo sie erst in der Verlängerung mit 1:2 gegen England verloren.
Für die WM 2022, bei der die Dänen nach der Vorrunde ausschieden, wurde er zwar nominiert, aber nicht eingesetzt. In der Qualifikation für die EM 2024 wurde er in sieben der zehn Spiele eingesetzt und erzielte gegen San Marino den 2:1-Siegtreffer. Die Dänen qualifizierten sich als Gruppensieger für die Endrunde, für die er wieder nominiert wurde.

## Erfolge
- Deutscher Pokalsieger (2): 2022, 2023 (beide RB Leipzig)
- Deutscher Supercupsieger: 2023 (RB Leipzig)
- Aufstieg in die Bundesliga: 2016 (RB Leipzig)
- Aufstieg in die 2. Bundesliga: 2014 (RB Leipzig)

## Persönliches
Im dänischen Vereinsfußball trug Poulsen kein Trikot mit seinem Nachnamen, sondern mit seinem zweiten Vornamen „Yurary“ in Gedenken an seinen gleichnamigen Vater. Auch in der dänischen Nationalmannschaft trägt er auf dem Rücken den Namen Yurary. In der dänischen Hauptstadt betreibt er, zusammen mit zwei Freunden, seit Februar 2016 das Café Social.
Im September 2019 wurden er und seine Verlobte Maria Eltern eines Sohnes. 2022 wurde ihre Tochter geboren.
Neben seiner Muttersprache spricht der Däne auch fließend Deutsch.